# Света Неделя (Либахово)
Вижте пояснителната страница за други значения на Света Неделя.
„Света Неделя“ (на гръцки: Αγίας Κυριακής) е българска възрожденска православна църква в гумендженското село Либахово (Филирия), Егейска Македония, Гърция, част от Гумендженската, Боймишка и Ругуновска епархия на Вселенската патриаршия.
Църквата гробищен храм в западната част на селото и е построена през първата половина на XIX век или според други данни в 1850 година или около 1860 година. Сградата има общите характеристики на църквите от региона на Македония в XIX век и принадлежи към вида на трикорабните базилики. Вътрешните размери на храма са 7,60 х 13,10 m. Храмът има два входа от юг и запад. Над трегера на южната стена е запазена каменната плоча със следи от фреска на светеца покровител. Конхата на апсидата отвътре е полукръгла, а отвън многостранна със слепи арки. Нишите на диаконикона и протезиса не излизат от източната стена. Църквата е опожарена в 1928 година и е унищожен целият дървен интериор и екстериор – тремът на запад и на юг, галерията на запад, колоните, дървените тавани и резбованите елементи. Дървеният покрив на храма е възстановен.
В 1987 година църквата е обявена за паметник на културата под надзора на Девета ефория за византийски старини към Министерството на културата.